# Table Point Ecological Reserve
Die Table Point Ecological Reserve ist ein Naturschutzgebiet vor der Westküste der zur kanadischen Provinz Neufundland und Labrador gehörenden Insel Neufundland. Das Schutzgebiet wurde 1986 als ein provisorisches Schutzgebiet ausgewiesen. 1990 erhielt es den vollen Status einer Ecological Reserve.

## Lage
Das Schutzgebiet befindet sich knapp 50 km von der nördlichen Parkgrenze des Gros-Morne-Nationalparks entfernt an der Westküste der Great Northern Peninsula. Die Route 430 führt am Naturschutzgebiet vorbei.

## Versteinerungen
Die Table Point Ecological Reserve wurde zum Schutz der dort vorkommenden Fossilien und Gesteinsformationen eingerichtet. Diese sind Zeugnis der geologischen Veränderungen des Kontinentalschelfs eines Ur-Ozeans. Zwischen 468 und 458 Millionen Jahren vor unserer Zeit, während einer 10 Millionen Jahre andauernden Periode, der so genannten Whiterockian Portion im Mittel-Ordovizium, begannen sich die Appalachen zu bilden. Zu dieser Zeit schloss sich der Iapetus-Ozean, ein Vorgänger des Atlantiks.
Im Schutzgebiet kommen zwei Kalkstein-Schichten vor, die Table Point Formation sowie die daraufliegende Table Cove Formation. Diese beinhalten folgende Fossilien: Ostracoden, Trilobiten, Brachiopoden, Moostierchen, Seelilien und Haarsterne, Gastropoden (Schnecken) sowie beeindruckend große Nautiloideen.